# Marta Szczygielska
Marta Szczygielska (ur. 28 września 1981 w Słupsku) – siatkarka polskiego pochodzenia, grająca w reprezentacji Belgii.
W kadrze występowała jako libero, a w Polsce już jako atakująca. Występowała w Energii Gedanii Gdańsk. Reprezentowała belgijski klub Datovoc Tongeren.
Córka byłej reprezentantki Polski Jolanty Kani-Szczygielskiej.

## Kluby
- Isola Tongeren
- Fortis Herentals
- Tamera Lummen
- LTS Legionovia Legionowo (2006–2007)
- Gedania Żukowo (2007–2008)
- PTPS Piła (2008–2010)
- Datovoc Tongeren (2010–2012)

## Osiągnięcia
- 2009 –  Brązowy medal Mistrzostw Polski z Farmutilem Piła